# Dale Abbey
Dale Abbey är en civil parish i Storbritannien.   Den ligger i distriktet Erewash i grevskapet Derbyshire i England, i den södra delen av landet, 180 km nordväst om huvudstaden London.